# Patrick Gordon Walker
Patrick Gordon Walker, Baron Gordon-Walker, född den 7 april 1907 i Worthing, Sussex, England, död den 2 december 1980 i London, var en brittisk labourpolitiker.

## Biografi
Gordon Walker var son till en skotsk domare och fick sin utbildning på Wellington College och vidare vid Christ Church College, Oxford, där han tjänstgjorden som handledare i historia till 1941.
Från 1940 till 1944 arbetade han för BBC:s europeiska utsändningar, och arrangerade från 1942 BBC:s dagliga sändningar till Tyskland. År 1945 var han biträdande direktör för BBC:s tyska service och arbetade från Radio Luxemburg, som reporter med de brittiska styrkorna. Han rapporterade om befrielsen av det tyska koncentrationslägret i Bergen-Belsen, och skrev en bok i ämnet heter "The Lid Lifts".
Åren 1946 – 48 var han ordförande i Brittiska Filminstitutet.
I sin politiska karriär var Gordon Walker ledamot av parlamentets underhus åren 1945 – 64 och 1966 – 74. Han var minister för samväldesärenden 1950 – 51 och utrikesminister i tre månader 1964 – 65, men lämnade regeringen sedan han förlorat ett fyllnadsval till underhuset. Han återkom sedan i regeringen och var undervisningsminister 1967 – 68.
Gordon Walker pensionerade sig från underhuset vid 1974 års val och samma år adlades han till Baron Gordon-Walker av Leyton, Essex. Han var då en kort tid brittisk ledamot i Europaparlamentet.